# Lista de membros da Royal Society eleitos em 1914
Esta é uma lista de Membros da Royal Society eleitos em 1914. Neste ano não houve eleição de foreign members.

## Royal Fellow
- Arthur Frederick Patrick Albert, Prince of Great Britain and Ireland

## Fellows
1. Edgar Johnson Allen
2. Richard Assheton
3. Geoffrey Thomas Bennett
4. Sir Rowland Biffen
5. Arthur Boycott
6. Clive Cuthbertson
7. Sir Henry Dale
8. Sir Arthur Stanley Eddington
9. Edmund Johnston Garwood
10. Sir Thomas Henry Havelock
11. Thomas Martin Lowry
12. Diarmid Noel Paton
13. Siegfried Ruhemann
14. Samuel Walter Johnson Smith
15. Sir Thomas Edward Stanton

## Estatuto 12
- Victor Cavendish, 9th Duke of Devonshire
- Edward Grey